# Pepi Scherfler
Josef „Pepi“ Scherfler (* 1933 in Mauerkirchen, Oberösterreich; † 24. April 2010) war ein österreichischer Musiker, Arrangeur und Komponist.
Scherfler wurde als Sohn des Kirchenmalers Josef Scherfler in Mauerkirchen im Innviertel geboren. Er lernte Klavier, Kontrabass, Akkordeon und Tuba und machte sich ab den 1960er Jahren vor allem in der Münchner Unterhaltungsmusikszene einen Namen, wo er durch die musikalische Umrahmung der ZDF-Fernsehserie Königlich Bayerisches Amtsgericht einem breiten Publikum bekannt wurde. Scherflers Hauptinteresse galt später der Unterhaltungsmusik der ersten Hälfte des 20. Jahrhunderts, insbesondere der Musik des Operettenkomponisten Franz Lehár. Nach der Renovierung der Heilig-Geistkirche in seiner Heimatgemeinde Mauerkirchen stiftete er 1984 eine der beiden neuen Glocken.
Pepi Scherfler lebte und wirkte in Mauerkirchen, München und Simbach am Inn.